# Радерфорд (Пенсилванија)
Радерфорд (енгл. Rutherford) насељено је место без административног статуса у америчкој савезној држави Пенсилванија.

## Демографија
По попису из 2010. године број становника је 4.303, што је 444 (11,5%) становника више него 2000. године.
| Група             | 2000.         | 2010.         |
| Белци             | 3.335 (86,4%) | 3.213 (74,7%) |
| Афроамериканци    | 301 (7,8%)    | 518 (12,0%)   |
| Азијати           | 67 (1,7%)     | 193 (4,5%)    |
| Хиспаноамериканци | 100 (2,6%)    | 299 (6,9%)    |
| Укупно            | 3.859         | 4.303         |